# Khiêm phi
Khiêm phi Lưu thị (chữ Hán: 謙妃劉氏; 1714 - 1768), là một phi tần của Thanh Thế Tông Ung Chính Hoàng đế.

## Tiểu sử
Khiêm phi sinh vào khoảng năm Khang Hi thứ 53 (1714), cha là Quản lĩnh Lưu Mãn (劉滿). Dựa trên việc chức danh Quản lĩnh của cha bà, có thể suy luận bà là người Bao y, mà người Bao y có thể vào cung và trở thành phi tần theo luật pháp triều Thanh thì chỉ có thể là [Thượng tam kỳ], tức là Tương Hoàng kỳ, Chính Hoàng kỳ hoặc Chính Bạch kỳ. Sách Thanh sử cảo khi nói về Lưu thị có ghi ["Hầu Thế Tông khi ở tiềm để"; 事世宗潜邸] là có phần sai lầm.
Năm Ung Chính thứ 11 (1733), ngày 11 tháng 6 (âm lịch), ghi nhận Lưu thị sinh hạ Hoàng lục tử Hoằng Chiêm. Vào lúc này, hồ sơ đã ghi lại Lưu thị đã là Quý nhân, sang ngày hôm sau liền tấn phong lên Tần, hiệu Khiêm tần (謙嬪). Trong khi đó các trang thông tin mạng Trung Quốc ghi lại năm thứ 7 (1729) bà tấn phong Đáp ứng, sang năm liền lên Quý nhân. Tuy vậy, thông tin mạng lại không trích dẫn nguồn chính thức nào.
Ngày 12 tháng 11 (âm lịch) cùng năm, hành sách phong lễ. Sách văn viết:
| “                            | 朕惟宮闈佐理，資淑慎之賢媛；壺掖流徽，著肅雝之雅度。綸音聿賁，班秩加隆，爾貴人劉氏，秉性柔嘉，褆躬敬慎，允協珩璜之則，宜班位號之榮。茲以金冊，封爾為謙嬪。爾其袛承嘉命，益懋謙懷，膺象服以承恩，迓鴻禧而衍慶。欽哉。 . Trẫm duy cung vi tá lý, tư thục thận chi hiền viện; hồ dịch lưu huy, trứ túc ung chi nhã độ. Luân âm duật bí, ban trật gia long. Nhĩ Quý nhân Lưu thị, bỉnh tính nhu gia, đề cung kính thận, duẫn hiệp hành hoàng chi tắc, nghi ban vị hào chi vinh. Tư dĩ kim sách, phong nhĩ vi Khiêm tần. Nhĩ kỳ đê thừa gia mệnh, ích mậu khiêm hoài, ưng tượng phục dĩ thừa ân, nhạ hồng hi nhi diễn khánh. Khâm tai. | ” |
| — Sách văn Khiêm tần Lưu thị | |   |

Năm Ung Chính thứ 13 (1735), Ung Chính Đế băng hà, Hoàng tứ tử Hoằng Lịch kế vị, tức Càn Long Đế. Cũng như với Thuần Ý Hoàng quý phi Cảnh thị, Càn Long Đế cũng gia ân Thứ mẫu Khiêm tần, ra chỉ dụ cho tấn phong Khiêm tần Lưu thị làm Hoàng khảo Khiêm phi (皇考謙妃). Năm Càn Long thứ 3 (1738), tháng 2, con trai duy nhất của bà là Hoằng Chiêm được mệnh làm con thừa tự của Quả Thân vương Dận Lễ.
Năm Càn Long thứ 32 (1767), ngày 21 tháng 5 (âm lịch), Khiêm phi qua đời, thọ chừng 54 tuổi. Trước đó, vào năm thứ 30 (1765), con trai bà là Hoằng Chiêm đã qua đời. Càn Long Đế cho nghỉ triều 3 ngày, đến ngày 16 tháng 10 cùng năm thì cho cử hành lễ an táng kim quan của Khiêm phi vào Phi viên tẩm của Thanh Thái lăng.

## Trong văn hóa đại chúng
| Năm  | Phim                              | Diễn viên       | Nhân vật                   |
| 2012 | 《Cung tỏa châu liêm》 (金玉满堂) | Dương Dung 杨蓉 | Từ Giai Tập Hương (谦贵人) |